# 通济门站
通濟門站是一个位于中华人民共和国江苏省南京市秦淮区大光路与尚书巷交叉口，属于南京地铁5号线的地铁车站。

## 车站结构
通濟門站位于大光路与尚书巷交叉口，沿大光路呈南北走向。为标准岛式站台地下两层车站。

### 楼层分布
| 地面 |                    | 出入口                                               |  |  |
| -1层 | 站厅               | 车站控制室、安检通道、检票口、自动售票机、金陵通服务 |  |  |
| -2层 |                    | █ 5号线 往方家营（夫子廟）                           |  |  |
|      | 岛式站台，左侧开门 |                                                      |  |  |
|      |                    | █ 5号线 往吉印大道（光華門）                         |  |  |

## 出入口
通濟門站共设有3个出入口，均沿莫愁路两侧分布。
| 出口編號  | 出口指示 | 建議前往的目的地 | 照片 |
| --------- | -------- | ---------------- | ---- |
| 出口 · 1L |          |                  |      |
| 出口 · 2L |          |                  |      |
| 出口 · 3L |          |                  |      |

## 周边
- 中华人民共和国南京海关
- 南京航空航天大学附属初级中学
- 南京市体育运动学校
- 南京市第一幼儿园